# Flughafen Pskow

i7
i11
i13
Der Flughafen Pskow (russisch Аэропорт Псков, IATA-Code: PKV, ICAO-Code: ULOO) ist ein gemischter militärisch-ziviler Flugplatz im Südosten der russischen Stadt Pskow.
Der Flughafen hat eine Start- und Landebahn und zahlreiche Abstellplätze für militärische Transportflugzeuge. Von Pskow aus werden Linienflüge nach Moskau und Kaliningrad sowie saisonal nach Sotschi, Anapa und Simferopol angeboten.
Im Rahmen des russischen Angriffskrieges auf die Ukraine wurde der Flughafen am 29. August 2023 von ukrainischen Streitkräften mit Drohnen angegriffen, hierbei seien nach russischen Angaben vier Transportflugzeuge vom Typ Iljuschin Il-76 beschädigt worden, weiterhin sei ein Tanklager zerstört worden. Nach ukrainischen Angaben seien vier der genannten Flugzeuge zerstört und zwei beschädigt worden.